# Бюджетна класифікація
Бюдже́тна класифіка́ція — групування доходів та видатків бюджету за відповідними ознаками, що забезпечує загальнодержавну і міжнародну порівнянність бюджетних даних.
Структура бюджетної класифікації розробляється Кабінетом Міністрів України, а нова її структура затверджена Постановою Верховної Ради України від 12 липня 1996 р.
Структура бюджетної класифікації не є постійною. Наприклад, запровадження у 2002 році програмно-цільового методу планування витрат бюджету, зумовило зміни в її структурі - було введено програмну класифікацію видатків. 
Закон визначає бюджетну класифікацію як «єдине систематизоване згрупування доходів, видатків, кредитування, фінансування бюджету, боргу відп до законодавства України та міжнародних стандартів». Саме через бюджетну класифікацію здійснюється єдиний облік доходів і видатків, складається звітність про виконання бюджетів.
Бюджетна класифікація України застосовується для здійснення контролю за фінансовою діяльністю органів державної влади, органів влади Автономної Республіки Крим, органів місцевого самоврядування, інших розпорядників бюджетних коштів, проведення необхідного аналізу в розрізі доходів, а також організаційних, функціональних та економічних категорій видатків, забезпечення загальнодержавної і міжнародної порівнянності бюджетних показників.
З метою досягнення цілісності бюджетних категорій доходів і видатків та для забезпечення взаємозв'язку між функціональними призначеннями і економічним характером видатків бюджету Міністр фінансів України затверджує бюджетну класифікацію, а також зміни до неї та інформує про це в обов'язковому порядку
- Бюджетна класифікація //Словник фінансово-правових термінів / за заг. ред. д. ю.н., проф. Л. К. Воронової. – 2-е вид., переробл. і доповн. – К.: Алерта, 2011– 558 с.
- Бюджетна класифікація